# Stebník
Stebník este o comună slovacă, aflată în districtul Bardejov din regiunea Prešov. Localitatea se află la altitudinea de circa 377 m deasupra n.m., se întinde pe o suprafață de circa 20,53 km2 și în 2017 număra 295 de locuitori. Se învecinează cu comuna Zborov.

## Istoric
Localitatea Stebník este atestată documentar din 1414.

## Demografie
| An:                | 1994 | 2004   | 2014    | 2024   |
| ------------------ | ---- | ------ | ------- | ------ |
| Număr de persoane: | 359  | 340    | 294     | 303    |
| Diferență:         |      | −5,29% | −13,52% | +3,06% |

| An:                | 2023 | 2024   |
| ------------------ | ---- | ------ |
| Număr de persoane: | 311  | 303    |
| Diferență:         |      | −2,57% |